# Världsmästerskapen i skidskytte 1981
De 18:e Världsmästerskapen i skidskytte avgjordes i Lahtis, Finland mellan 12 mars och 14 mars 1981.
Till och med 1983 anordnades världsmästerskap i skidskytte endast för herrar.

## Resultat

### 10 km sprint
| Medalj | Namn          | Nation      | Straffrundor | Resultat |
| ------ | ------------- | ----------- | ------------ | -------- |
| Guld   | Frank Ullrich | Östtyskland | 1            | 33.08,5  |
| Silver | Erkki Antila  | Finland     | 0            | 33.10,1  |
| Brons  | Yvon Mougel   | Frankrike   | 0            | 33.13,5  |

### 20 km distans
| Medalj | Namn          | Nation      | Straff | Resultat  |
| ------ | ------------- | ----------- | ------ | --------- |
| Guld   | Heikki Ikola  | Finland     | 0      | 1:13.07,2 |
| Silver | Frank Ullrich | Östtyskland | 2      | 1:14.09,6 |
| Brons  | Erkki Antila  | Finland     | 3      | 1:14.51,1 |

### 4 x 7,5 km stafett
| Medalj | Tävlande                                                               | Nation        | Straff | Resultat |
| ------ | ---------------------------------------------------------------------- | ------------- | ------ | -------- |
| Guld   | Mathias Jung Matthias Jacob Frank Ullrich Eberhard Rösch               | Östtyskland   |        |          |
| Silver | Peter Angerer Peter Schweiger Fritz Fischer Franz Bernreiter           | Västtyskland  |        |          |
| Brons  | Vladimir Alikin Anatolij Aljabjev Vladimir Barnatjov Vladimir Gavrikov | Sovjetunionen |        |          |

## Medaljfördelning
| Plats | Land          | Guld | Silver | Brons | Totalt |
| ----- | ------------- | ---- | ------ | ----- | ------ |
| 1     | Östtyskland   | 2    | 1      | 0     | 3      |
| 2     | Finland       | 1    | 1      | 1     | 3      |
| 3     | Västtyskland  | 0    | 1      | 0     | 1      |
| 4     | Frankrike     | 0    | 0      | 1     | 1      |
|       | Sovjetunionen | 0    | 0      | 1     | 1      |